# Jim Kelly (giocatore di football americano)
James Edward Kelly, detto Jim (Pittsburgh, 14 febbraio 1960), è un ex giocatore di football americano statunitense che ha giocato nel ruolo di quarterback nella NFL per i Buffalo Bills e negli Houston Gamblers della USFL.
Kelly fu il terzo quarterback ad essere scelto nel Draft NFL 1983, lo stesso in cui John Elway fu scelto come primo assoluto. Kelly guidò l'attacco denominato K-Gun, conosciuto per le sue veloci formazioni che prevedevano azioni shotgun, che divenne uno dei sistemi offensivi più produttivi della storia. Egli trascinò i Bills a quattro apparizioni al Super Bowl consecutive, dal 1991 al 1994, perdendole tutte e quattro. Nel 2002, primo anno di eleggibilità, fu inserito nella Pro Football Hall of Fame.

## Carriera professionistica

### USFL

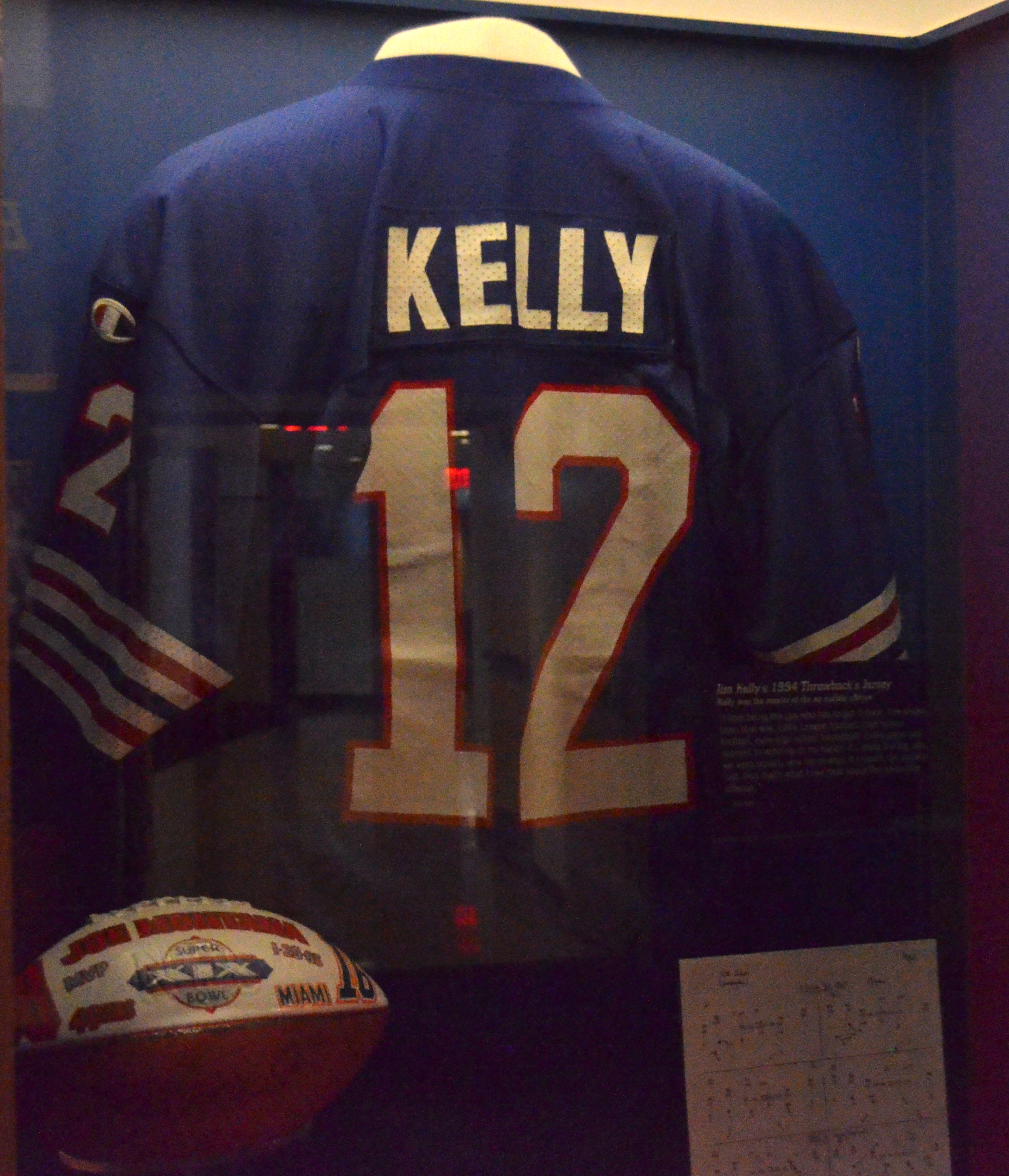
La maglia di Kelly nel 1994 in mostra alla Pro Football Hall of Fame.

I Buffalo Bills scelsero Kelly nel primo giro del Draft NFL 1983 ma, a causa del basso numero di spettatori dei Bills e del clima freddo, egli preferì firmare per gli Houston Gamblers della rivale United States Football League. In due stagioni a Houston, egli lanciò 9.842 yard e 83 touchdown, completando il 63% dei propri passaggi a una media di 8,53 yard per tentativo e 45 intercetti. Kelly fu l'MVP della USFL nel 1984, quando stabilì il record della lega con 5.219 yard passate e 44 passaggi da touchdown. I record di Kelly nella USFL eclissarono quelli degli altri quarterback della lega, Doug Williams e Steve Young. Quando gli Houston Gamblers fallirono, Kelly passò ai New Jersey Generals in cui avrebbe dovuto essere il quarterback titolare. Kelly apparve anche sulla copertina di Sports Illustrated tenendo in mano il casco dei Generals ma lega fallì prima che egli potesse giocare un solo snap coi Generals.

### Buffalo Bills
Dopo il fallimento della USFL, Kelly accettò di giocare nei Bills (che ne detenevano i diritti nella NFL) nel 1986. Egli guidò i Bills a quattro apparizioni consecutive al Super Bowl e a cinque vittorie di division dal 1989 al 1995. Buffalo raggiunse i playoff in 8 delle 11 stagioni di Kelly come loro quarterback titolare. Il destinatario preferito dei passaggi di Kelly nel suo periodo nei Bills, Andre Reed, è presente in diverse classifiche nelle statistiche di ricezione di tutti i tempi della NFL. Kelly passò a Reed 65 touchdown nei loro anni insieme, dietro solo alle coppie Peyton Manning-Marvin Harrison (112), Steve Young-Jerry Rice (85), Peyton Manning-Reggie Wayne (69) e Dan Marino-Mark Clayton (79).

## Palmarès

### Franchigia
- American Football Conference Championship: 4

Buffalo Bills: 1990, 1991, 1992, 1993

### Individuale
- MVP del Pro Bowl: 1

1991
- Convocazioni al Pro Bowl: 5

1987, 1988, 1990, 1991, 1992
- First-team All-Pro: 1

1991
- Second-team All-Pro: 2

1990, 1992
- Leader della NFL in passaggi da touchdown: 1

1991
- MVP della USFL: 1

1984
- Rookie dell'anno della USFL: 1

1984
- Miglior Quarterback della USFL: 1

1985
- Formazione ideale della stagione USFL: 2

1984, 1985
- Walter Camp Man of the Year Award (2002)
- Formazione ideale di tutti i tempi della USFL
- Formazione ideale del 50º anniversario dei Buffalo Bills
- Record dei Bills per yard passate in carriera con 35.467
- Numero 12 ritirato dai Buffalo Bills
- Pro Football Hall of Fame (Classe del 2002)
- Buffalo Bills Wall of Fame (Classe del 2001)

## Statistiche
NFL
| Anno   | Squadra       | P   | V-S    | Ten   | Com   | %    | Yard   | TD  | Int | Rat   |
| ------ | ------------- | --- | ------ | ----- | ----- | ---- | ------ | --- | --- | ----- |
| 1986   | Buffalo Bills | 16  | 4-12   | 480   | 285   | 59,4 | 3.593  | 22  | 17  | 83,3  |
| 1987   | Buffalo Bills | 12  | 6-6    | 419   | 250   | 59,7 | 2.798  | 19  | 11  | 83,8  |
| 1988   | Buffalo Bills | 16  | 12-4   | 452   | 269   | 59,5 | 3.380  | 15  | 17  | 78,2  |
| 1989   | Buffalo Bills | 13  | 6-7    | 391   | 228   | 58,3 | 3.130  | 25  | 18  | 86,2  |
| 1990   | Buffalo Bills | 14  | 12-2   | 346   | 219   | 63,3 | 2.829  | 24  | 9   | 101,2 |
| 1991   | Buffalo Bills | 15  | 13-2   | 474   | 304   | 64,1 | 3.844  | 33  | 17  | 97,6  |
| 1992   | Buffalo Bills | 16  | 11-5   | 462   | 269   | 58,2 | 3.457  | 23  | 19  | 81,2  |
| 1993   | Buffalo Bills | 16  | 12-4   | 470   | 288   | 61,3 | 3.382  | 18  | 18  | 79,9  |
| 1994   | Buffalo Bills | 14  | 7-7    | 448   | 285   | 63,6 | 3.114  | 22  | 17  | 84,6  |
| 1995   | Buffalo Bills | 15  | 10-5   | 458   | 255   | 55,7 | 3.130  | 22  | 13  | 81,1  |
| 1996   | Buffalo Bills | 13  | 8-5    | 379   | 222   | 58,6 | 2.810  | 14  | 19  | 73,2  |
| Totale | Totale        | 160 | 101-59 | 4.779 | 2.874 | 60,1 | 35.467 | 237 | 175 | 84,4  |